# 히카르두 루카렐리
히카르두 사무에우 루카렐리 산투스 지 소자(포르투갈어: Ricardo Samuel Lucarelli Santos de Souza, 1992년 2월 14일~)는 브라질의 배구 선수로 포지션은 아웃사이드 히터(OH, 이전 명칭; 레프트)이다. 현재 유 에너지 볼리와 브라질 국가대표팀 소속으로 활동하고 있다. 2016년 하계 올림픽에 브라질 대표로 참가하여 금메달을 획득했으며, 세계 선수권 대회에서 은메달 1개, 동메달 1개, 월드컵 우승 1회를 달성했다.